# عبد الحكيم ساني براون
عبد الحكيم ساني براون (مواليد 6 مارس 1999) هو عداء ياباني، حصل على الميدالية الذهبية في بطولة العالم للشباب لألعاب القوى 2015 في سباق 100 متر.